# Koninkrijk Hongarije (1000-1526)
Het koninkrijk Hongarije was een koninkrijk in Centraal-Europa dat meer dan vijfhonderd jaar bestond.

## Overzicht
Het land werd geleid door de Árpád dynastie die aan de macht bleef totdat ze uitstierf in 1301. Na het verdwijnen van dit koninklijk huis kozen de Hongaarse edelen buitenlandse koningen om het land met strenge autoriteit te leiden. Na verloop van tijd verzwakte het land door de Reformatie en de opkomst van het Ottomaanse Rijk. Uiteindelijk werd het land verdeeld door de Ottomanen en de Habsburgers.

## Betekenis
De term "koninkrijk Hongarije" wordt vaak gebruikt om de multi-etnische configuratie van de territoria aan te duiden die sterk verschilt met de huidige Hongaarse staat, die een stuk kleiner en etnisch meer homogeen is. Voor de negentiende eeuw werd de term Hongaar gebruikt voor elke inwoner van dit land, ongeacht zijn of haar etnische afkomst.

## De slag van 955
De banden tussen de zeven Magyaarse stammen groeiden na de migratie in de Pannonische vlakte. In deze tijd was Europa zwak en niet verenigd. Meer dan een eeuw lang overvielen de Magyaren Beieren, Groot-Moravië, Italië, het Byzantijnse Rijk en zelfs gebieden bij de Pyreneeën. Ze overvielen dorpen en namen gevangenen om te werken, of om losgeld voor te vragen. Soms werden ze zelfs op de slavenmarkt verkocht. De Byzantijnse keizer en de Europese prinsen betaalden de Magyaren elk jaar uit schrik om veroverd te worden. In 955 versloeg het Duitse leger onder gezag van keizer Otto I de Magyaren nabij Augsburg (Slag op het Lechveld). Hierna werden de veroveringen naar het oosten en het westen een halt toegeroepen en begonnen de Magyaren zich aan te passen aan de Europese gebruiken.

## Árpád-dynastie (970-1301)

### Géza en de kerstening van de Magyaren

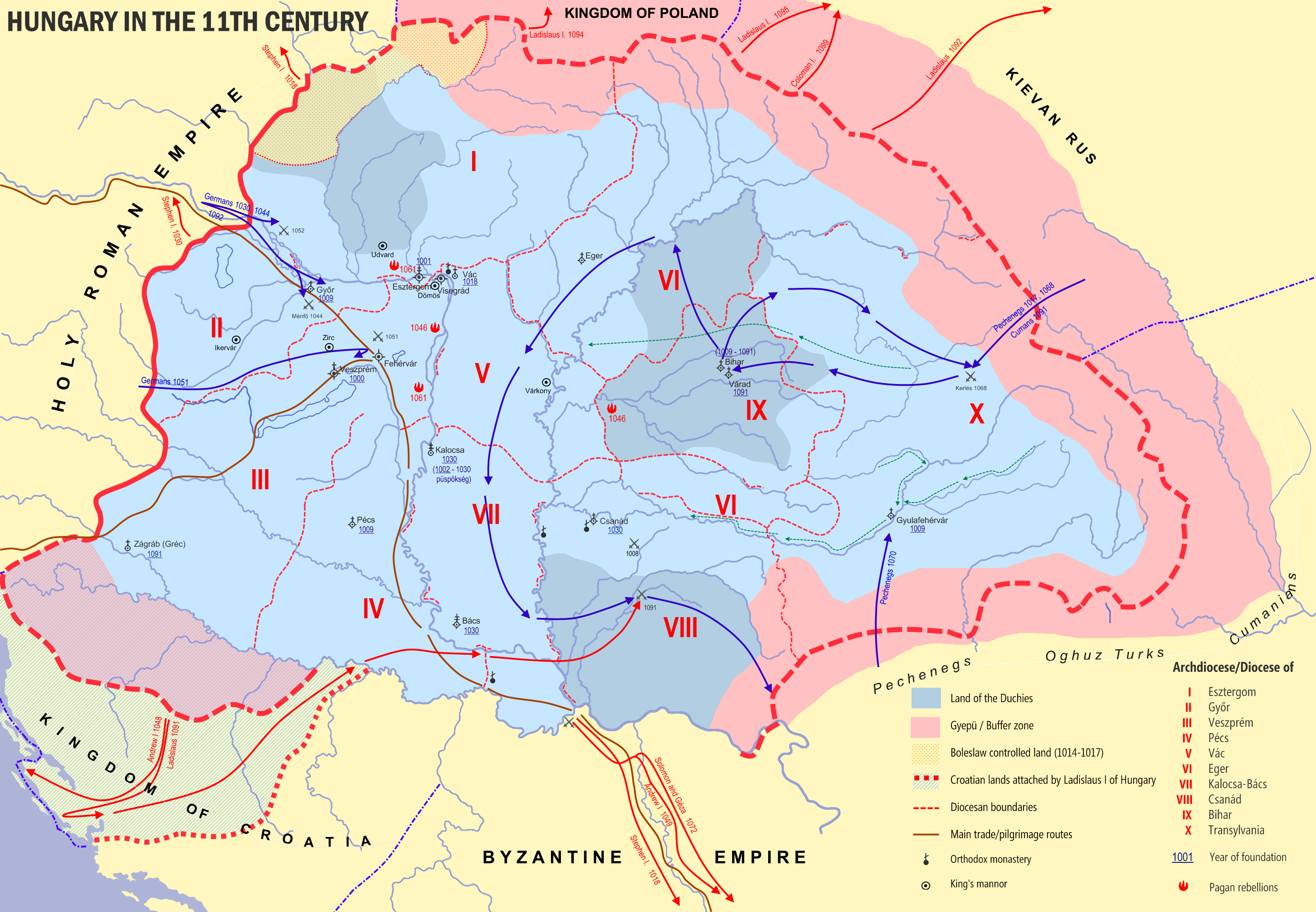
Hongarije na de unie met Kroatië in 1102

In de jaren 970 nam prins Géza het christendom aan als geloof. De vraag was echter of de katholieke of de Oosters-orthodoxe Kerk aangenomen zou worden. In de herfst van 972 werd Bruno van Querfurt, de aartsbisschop van Mainz, uitgezonden door paus Silvester II om de Hongaren te kerstenen. Géza nam de naam István aan als doopnaam, zijn vrouw Sarolt was al door een Griekse bisschop gedoopt in haar kindertijd.
De Hongaarse prins had politieke, morele en soms ook militaire steun nodig van de Duitse keizer vanwege de Byzantijnse dreiging. Het aannemen van het christendom was in die tijd zowel een culturele als een politieke gebeurtenis voor de Hongaren. Tijdens de regeringsperiode van Géza kwam er ook een einde aan het plunderen van het land. Zijn inspanningen om een onafhankelijk land te verwerven waren bijna geslaagd toen hij overleed.

### Stefanus I
Toen Géza stierf was er discussie over de troonopvolging. Volgens de wet was de oudste broer van de koning de troonopvolger, in dit geval Koppány, maar Géza koos zijn eerstgeboren zoon als troonopvolger. Koppány ging echter niet akkoord en greep naar de wapens en vele mensen uit Transdanubië volgden hem. Zijn tegenstander Stefanus, prins van het vorstendom Nitra, werd gesteund door de Magyaarse edelen en ook Duitse en Italiaanse ridders. Stefanus won de strijd en hiermee ook de troon.
Stefanus drukte andere Magyaarse clans de kop in en nam hun grondgebied in beslag. Daarna vroeg hij aan paus Silvester II om hem als koning van Hongarije te erkennen. De paus stemde in en volgens de legende werd Stefanus gekroond op kerstdag van het jaar 1000. De koning beval dat er in elk dorp een kerk gebouwd moest worden met een priester. Buitenlandse monniken werkten als leraars en introduceerden de westerse landbouwmethodes. Het Hongaarse alfabet werd afgeschaft ten voordele van het Latijnse.
Hij verdeelde zijn koninkrijk in 50 comitaten die elk bestuurd werden door een ispán (magistraat), aangeduid door de koning. In deze tijd waren er twee soorten van klassen: de vrije nobelen en de onvrije. De vrije nobelen stamden af van de Magyaren die naar de Pannonische vlakte gemigreerd waren of die hun titel of adelstand van de koning gekregen hadden. De onvrije waren slaven, bevrijde slaven, immigranten of edelen die hun voorrechten verloren waren. Zij betaalden belastingen aan de koning en een deel van de oogst werd hen afgenomen.
Het koninkrijk bestond uit clanlanden, kroonlanden en voormalige kroonlanden. Clanlanden behoorden toe aan de edelen. Als een edele zonder erfgenaam stierf kon zijn land gegeven worden aan de kerk of teruggegeven worden aan de clan. Kroonlanden bestonden uit het patrimonium van Stefanus, gebieden die veroverd werden op disloyale edelen, veroverde gebieden en niet-bezette gebieden van het koninkrijk. Voormalige kroonlanden waren eigendom van de koning die hij schonk aan de kerk of andere personen.

### Opvolgers van Stefanus, de Mongoolse invasie en heropbouw
Stefanus overleed in 1038 en werd in 1083 heilig verklaard. Ondanks opstanden van de heidenen en strijd om de opvolging na zijn dood, werd Hongarije sterker en breidde zich uit. Transsylvanië werd beschermd tegen nomaden uit het oosten. De Szeklers (een volk dat verwant is aan de Magyaren en de Saksen vestigden zich in het land in de elfde en twaalfde eeuw.
In 1090 bezette, Ladislaus I (regeringsperiode 1077-95) Slavonië en in 1102 nam Coloman I (1095-1116) de titel koning van Kroatië aan. Kroatië werd wel nooit een echt deel van Hongarije maar een geassocieerd koninkrijk.

Wapenschild dat korte tijd gebruikt werd rond 1200

De elfde en twaalfde eeuw waren relatief vredig en Hongarije ontwikkelde langzaam een feodale economie. Landbouw was belangrijk maar de schatkist van de koning werd vooral gespijsd door de inkomsten van goud-, zilver- en zoutmijnen. Ondanks het invoeren van munten bleef ruilhandel, voornamelijk met vee, de meest gebruikte vorm van betalen. Tijdens de regeringsperiode van Béla III (1173-96) was Hongarije een van de grootmachten in Zuidoost-Europa en in de dertiende eeuw ruilden de Hongaarse edelen goud, zilver, koper en ijzer met West-Europa voor luxegoederen.
Tot aan het einde van de twaalfde eeuw bleef de macht van de koning in Hongarije primordiaal. Hij was de grootste landbezitter. In de dertiende eeuw veranderde de sociale structuur echter en de absolute macht van de koning begon te verzwakken. Nadat er minder inkomsten kwamen vanuit de kroonlanden vond de koning het nodig om stukken land te geven aan edelen zodat zij loyaal bleven aan de koning. Andreas II (1205-35) gaf grote stukken weg aan edelen die voor hem vochten. Sommige van deze waren buitenlandse ridders die al snel heel veel macht kregen. Andreas vertrok in 1217 zelfs op kruistocht naar het Heilige Land om te vechten tegen de moslimbezetters. Nadat hij de belastingen verhoogde begon de rebellie. Hierdoor werd Andreas gedwongen om een edict te tekenen waardoor zijn macht beperkt werd.
Andreas’ zoon Béla IV (1235-79) probeerde met weinig succes om opnieuw oppermachtig te worden door opnieuw de kroonlanden te verwerven. Zijn inspanningen creëerden een diepe kloof tussen de kroon en de magnaten net toen de Mongolen westwaarts door Rusland trokken naar Europa. Béla, die zich bewust was van het gevaar vroeg aan de magnaten en de edelen om zich te mobiliseren. Er kwam echter weinig respons en de Mongolen versloegen het leger van Béla bij de slag bij Mohi op 11 april 1241. Béla vluchtte naar Oostenrijk waar hertog Frederik II hem gevangen hield voor losgeld, daarna vluchtte hij naar Dalmatië. De Mongolen verwoestten een groot deel van Hongarije en moordden zo’n 25 tot 30% van de bevolking uit. Nadat in 1242 het bericht kwam dat de Grote Ögedei Khan was overleden trokken de Mongolen zich terug uit Europa. Nadat de invasie voorbij was braken er ziektes uit en was er een voedseltekort.
Béla had al snel door dat de heropbouw van zijn land de steun van de magnaten nodig had waardoor hij zijn inspanningen om de voormalige kroonlanden terug te krijgen opgaf. Hij reorganiseerde het leger door de lichte schutters te vervangen door zware cavalerie. Hij gaf ook de mogelijkheden aan de magnaten om hun gebieden opnieuw te ontwikkelen en stenen kastelen te bouwen die vijandelijke aanvallen konden weerstaan. Het land werd herbevolkt met immigranten. Koninklijke kastelen werden omgevormd in steden die bevolkt werden met Duitsers, Italianen en Joden. De mijnbouw begon opnieuw, landbouwmethodes verbeterden en ambachten en handel ontwikkelden zich in de steden. Roemeense herders (uit Walachije) die zich al sporadisch in Transsylvanië gevestigd hadden waren ook welkom. Na het heropbouwprogramma van Béla werden de magnaten de machtigste politieke macht. Tegen het einde van de dertiende eeuw vochten ze echter tegen elkaar en riepen ze kleine vorstendommen uit.
Béla overleed in 1270 en de Árpad-lijn stierf uit in 1301 toen Andreas III onverwachts stierf zonder een mannelijke erfgenaam te hebben.

## Gouden tijdperk
De eerste twee buitenlandse koningen van het land, Karel Robert en Lodewijk I van het huis Anjou, regeerden over het land tijdens zijn meest glorieuze periode in de geschiedenis van het land. Er was vrede in Centraal-Europa en Hongarije en zijn buren werden welvarend.
Karel Robert (1308-1342) won de strijd om de troon na het overlijden van Andreas III pas acht jaar na diens dood. De Árpád-dynastie was nu uitgestorven maar Karel Robert was wel een afstammeling in de vrouwelijke lijn (zijn grootmoeder was de dochter van de Hongaarse koning Stefanus V. Door huwelijken werd zijn familie gelinkt aan het Koninkrijk Napels en aan Polen waardoor Hongarije ook in het buitenland meer aanzien kreeg. De koning kreeg weer de controle over de mijnen en in de volgende twee eeuwen produceerden de Hongaarse mijnen meer dan een derde van het Europese goud en een kwart van het zilver. Karel Robert veranderde ook de belastingen en zorgde voor een stabiele munt.

Dit wapenschild werd voor het eerst gebruikt tijdens de regeerperiode van Lodewijk I (1342-1382) en wordt vandaag de dag nog steeds gebruikt

Zijn zoon en opvolger Lodewijk I (regeringsperiode 1342-1382) hield de strenge autoriteit van zijn vader in stand. De economie bleef opleven tijdens de regeerperiode van Lodewijk. Goud en andere waardevolle metalen verrijkten de schatkist, buitenlandse handel groeide, nieuwe steden en dorpen ontstonden en ambachtsmensen vormden gilden. Door de welvaart werden ook de culturele activiteiten gepromoot, zoals het miniatuur en in 1367 werd de eerste universiteit van het land opgericht.
In het buitenland voerde Lodewijk echter enkele oorlogen die veel geld kostten en tijd, fondsen en levens verspilden toen hij poogde de troon van Napels te veroveren nadat zijn jongere broer Andreas vermoord werd door een complot gesmeed door zijn vrouw Johanna van Napels. De wraak was niet succesvol en de paus was geen voorstander van een verenigd koninkrijk van Hongarije en Napels. Terwijl dit alles plaatsvond begon de opmars van de Ottomanen in de Balkan. In 1370 werd Lodewijk ook koning van Polen en regeerde twaalf jaar lang over beide landen, tot aan zijn dood.
Sigismund (regeerperiode 1387-1437), was de schoonzoon van Lodewijk en won de bittere strijd om de troon nadat Lodewijk overleed in 1382. Onder zijn bewind begon de welvaart van het land te verminderen. Bij de Hongaarse adel was de koning niet geliefd, door zijn wreedheid tijdens de strijd om de troon, maar ook zijn lange afwezigheid en dure buitenlandse oorlogen. In 1401 namen enkele ontevreden edelen de koning gevangen. In 1403 werd een tegenkoning gekozen die er echter niet in slaagde even machtig te worden als Sigismund. Wel verkocht hij in 1409 Dalmatië aan de republiek Venetië. Sigismund wilde dit echter terug maar slaagde er niet in dit terug te krijgen. In 1410 werd hij keizer van het Heilige Roomse Rijk en in 1419 koning van Bohemen. Door deze andere verantwoordelijkheden was hij vaak weg uit Hongarije waardoor de Hongaarse magnaten. Om dit tegen te gaan creëerde Sigismund het ambt palatijn, een soort van machtige eerste minister die de honneurs waarnam bij afwezigheid van de koning. Net zoals eerdere koningen verhief Sigismund zijn voorstanders tot magnaat en gaf hen kroonlanden. Ondanks de goede economie waren de uitgaven van de koning hoger dan zijn inkomen. Hierdoor verhoogde hij de belastingen van de horigen. Nadat een bisschop uit Transsylvanië de boeren beval om tiendes te betalen in munt in plaats van in natura kwam er opstand. Het oproer werd snel de kop ingedrukt maar hierdoor vormden de Szeklers, Magyaren en de Zevenburger Saksen het Unio Trium Nationum, een verbond waarbij hun privileges beschermd bleven tegen alle machten, behalve die van de koning.
Het werd nog onrustiger toen de Ottomanen hun rijk uitbreidden naar de Balkan. In 1352 staken ze de Bosporus over en in 1388 werd Bulgarije onderworpen. Ze versloegen de Serviërs bij de Slag op het Merelveld in 1389. Sigismund leidde een kruistocht tegen hen in 1396 maar de Ottomanen versloegen hem in de Slag bij Nicopolis. De invasie van Timoer Lenk in Anatolië in 1402-03 zorgde ervoor dat de Ottomanen enkele decennia teruggeslagen werden maar in 1437 bereidde sultan Murat II de Hongaarse invasie voor. Sigismund overleed datzelfde jaar en de twee volgende koningen Albrecht II (Rooms-koning) (1437-39) en Wladislaus III (1439-44), die in Hongarije bekendstond als Ulaszlo I stierven allebei tijdens de campagnes van de Ottomanen.
Na Ulaszlo, kozen de edelen van Hongarije een kind als koning, Laszlo V, en een regent, Johannes Hunyadi, om het land te besturen tot Laszlo V ouder was. Hunyadi was afkomstig van lage adel en werd generaal, militaire gouverneur van Transsylvanië, een van de grootste grootgrondbezitters van het land en een oorlogsheld. Hij gebruikte zijn persoonlijke rijkdom om regent te worden. Hij richtte een leger op van huursoldaten en liet dit sponsoren door belastinggeld van de edelen, die daarvoor nooit belastingen moesten betalen. In 1442 versloeg hij de Ottomanen in Transsylvanië en een jaar later in 1443. Maar in 1444 werd hij zelf verslagen in de slag bij Varna. In 1456 overleed Hunyadi aan de pest.
Sommige magnaten haatten Hunyadi omdat hij populair was en ook de rijken belastingen liet betalen. Ze vreesden ook dat de zonen van Hunyadi naar de macht zouden grijpen. Ze haalden zijn zonen over om naar het hof te komen waar de oudste zoon onthoofd werd. Zijn jongste zoon Matthias werd gevangengezet in Bohemen. Sommige edelen waren echter trouw aan Matthias. Nadat Laszlo V op jeugdige leeftijd overleed betaalden de edelen losgeld voor Matthias en riepen hem uit tot koning. Hij regeerde van 1458 tot 1490.
Matthias bouwde een leger uit met 30 000 buitenlandse en Hongaarse huursoldaten, vooral om de zuidelijke grens te bewaken. Maar hij ging niet verder met het anti-Turkse beleid van zijn vader. Hij viel met zijn leger Bohemen, Polen en het aartshertogdom Oostenrijk binnen en wou op die manier keizer worden van het Heilige Roomse Rijk. Het was zijn bedoeling een verenigd Centraal-Europa te vormen dat opgewassen was tegen de Ottomanen. Iedereen moest weer belastingen betalen, wat de magnaten opnieuw voor het hoofd stootte. De horigen waren trouw aan hun koning omdat ze nu niet meer uitgebuit werden door de magnaten. Hij vormde het rechtssysteem ook om en promootte de groei van de steden. Matthias was ook gefascineerd door de renaissance en maakte van zijn hof een centrum van de humanistische cultuur. Onder zijn bewind werden de eerste boeken van het land gedrukt en ging er een tweede universiteit open. Zijn bibliotheek, de Bibliotheca Corviniana werd in heel Europa beroemd. Op zoek naar de keizerstroon verhuisde hij naar Wenen, waar hij uiteindelijk overleed in 1490. Er werd vermoed dat hij vergiftigd werd.

## Jagiellodynastie(1490-1526)
In 1490 werd Władysław II Jagiellończyk, de zoon van de Poolse koning Casimir IV door de magnaten aangesteld als nieuwe koning van Hongarije op voorwaarde dat hij de belastingen zou afschaffen die de inkomsten vormden van het huursoldatenleger. Er brak een boerenopstand uit die het land opschrikte maar door de adel wel de kop ingedrukt werd. In 1516 overleed Wladislaus en zijn tienjarige zoon Lodewijk II volgde hem op. Er heerste nu complete anarchie in het koninkrijk. De verdediging van het land ging achteruit. Grenswachten werden niet betaald en forten raakten in verval. In 1521 had sultan Süleyman I in de gaten dat het land verzwakte en bereidde vanuit Belgrado een inval voor. In augustus 1526 vielen 100.000 Ottomanen Hongarije binnen. In de slag bij Mohács vochten 26.000 Hongaren tegen de overmacht. 20.000 van hen kwamen om, onder wie koning Lodewijk II.
Na zijn dood aasden János Szapolyai en Ferdinand I beiden op de troon. Szapolyai werd door de sultan gesteund en ook door de adel die tegen een buitenlandse koning waren. Ferdinand, de eerste Habsburger die de Hongaarse troon besteeg kreeg steun van de magnaten uit West-Hongarije die hoopten dat hij zijn broer Karel kon overtuigen om de Turken te verbannen. In 1538 werd een akkoord bereikt tussen de rivalen die Ferdinand tot koning zou maken na de dood van János, die op dat moment kinderloos was. De overeenkomst sprong echter af nadat hij trouwde en een zoon verwekte. Er brak geweld uit en de Turken grepen hun kans om Boeda te veroveren waardoor het land in 1541 in drie stukken verdeeld werd: koninklijk Hongarije, Ottomaans Hongarije en het vorstendom Transsylvanië.